# Phoenicircus
Phoenicircus – rodzaj ptaków z podrodziny bławatników (Cotinginae) w rodzinie bławatnikowatych (Cotingidae).

## Występowanie
Rodzaj obejmuje gatunki występujące w Amazonii.

## Morfologia
Długość ciała 22–24 cm; masa ciała 82–95 g (samice są większe i cięższe od samców).

## Systematyka

### Etymologia
- Phoenicircus: gr. φοινιξ phoinix, φοινικος phoinikos „karmazynowy, czerwony”; κερκος kerkos „ogon”[5].
- Carnifex: epitet gatunkowy Lanius carnifex Linnaeus, 1758; łac. carnifex, carnificis „kat, morderca” (tj. poplamiony krwią), od caro, carnis „mięso”; facere „sprawiać”[6]. Gatunek typowy: Lanius carnifex Linnaeus, 1758.

### Podział systematyczny
Do rodzaju należą następujące gatunki:
- Phoenicircus carnifex (Linnaeus, 1758) – karmazynowiec wschodni
- Phoenicircus nigricollis Swainson, 1832 – karmazynowiec zachodni